# Élections régionales de 1955 en Sarre
Les élections régionales de 1955 en Sarre (en allemand : Landtagswahl im Saarland 1955) se tiennent le 18 décembre 1955 afin d'élire les 50 députés de la 3e législature du Landtag pour un mandat de cinq ans.
C‘est la troisième et dernière élections du Landtag comme protectorat de la République française. En 1957, le peuple de la Sarre décide dans un référendum d’adhérer à la Republique fédérale d’Allemagne.

## Mode de scrutin
Le Landtag est constitué de 50 députés (en allemand : Mitglied des Landtags, MdL), élus pour une législature de cinq ans au suffrage universel direct et suivant le scrutin proportionnel d'Hondt.
Chaque électeur dispose d'une voix, qui compte double : elle lui permet de voter pour une liste de candidats, le Land comptant un total de trois circonscriptions plurinominales ; elle est alors automatiquement attribuée au parti politique à laquelle cette liste est rattachée.
Lors du dépouillement, l'intégralité des 50 sièges est répartie en fonction des voix attribuées aux partis, à condition qu'un parti ait remporté 5 % des voix au niveau du Land. La répartition est ensuite répétée dans les trois circonscriptions.

## Campagne

### Principales forces
| Parti | Parti                                                                                 | Chef de file                         | Résultats de 1952          |
| ----- | ------------------------------------------------------------------------------------- | ------------------------------------ | -------------------------- |
|       | Parti populaire chrétien (de) Christliche Volkspartei des Saarlandes                  | Heinrich Welsch (Ministre-président) | 54,7 % des voix 29 députés |
|       | Parti social-démocrate de Sarre (Allemagne) Sozialdemokratische Partei des Saarlandes |                                      | 32,4 % des voix 17 députés |
|       | Parti communiste de Sarre (Allemagne) Kommunistische Partei Saar                      |                                      | 9,5 % des voix 4 députés   |

## Résultats

### Voix et sièges
| Parti                             | Parti                                        | Voix    | Voix | Sièges | Sièges        | Sièges | Sièges | Sièges |
| Parti                             | Parti                                        | Votes   | %    | Total  | +/-           |        |        |        |
| --------------------------------- | -------------------------------------------- | ------- | ---- | ------ | ------------- | ------ | ------ | ------ |
|                                   | Union chrétienne-démocrate d'Allemagne (CDU) | 149 525 | 25,4 | 14     | 14            |        |        |        |
|                                   | Parti démocrate de la Sarre (DPS)            | 142 602 | 24,2 | 12     | 12            |        |        |        |
|                                   | Parti populaire chrétien (de) (CVP)          | 128 658 | 21,8 | 14     | 16            |        |        |        |
|                                   | Parti social-démocrate d'Allemagne (DSP)     | 84 414  | 14,3 | 7      | 7             |        |        |        |
|                                   | Parti communiste de Sarre (KP)               | 38 698  | 6,6  | 2      | 2             |        |        |        |
|                                   | Parti social-démocrate de Sarre (SPS)        | 34 285  | 5,8  | 2      | 15            |        |        |        |
|                                   | Autres                                       | 10 997  | 1,9  | 0      | en stagnation |        |        |        |
|                                   |                                              |         |      |        |               |        |        |        |
| Total                             | Total                                        | 589 179 | 100  | 50     | en stagnation |        |        |        |
| Abstentions                       |                                              |         |      |        |               |        |        |        |
| Nombre d'inscrits / participation |                                              |         |      |        |               |        |        |        |